# Паутина (фильм, 1947)
«Паутина» (англ. The Web) — фильм в жанре нуаровый триллер режиссёра Майкла Гордона, вышедший на экраны в 1947 году.
Фильм стал наиболее удачной работой режиссёра Гордона на тот момент. После этой картины он поставил такие добротные фильмы нуар, как «Акт убийства» (1948, вновь с О’Брайеном в главной роли), и «Женщина в бегах» (1950) с Айдой Лупино, его наиболее интересными работами стали также драма «За лесами» (1948) по пьесе Лилиан Хеллман (с О’Брайеном) и «Сирано де Бержерак» (1950).
До этой картины Рейнс сыграла в трёх фильмах нуар режиссёра Роберта Сиодмака — «Леди-призрак» (1944), «Подозреваемый» (1944) и «Странное дело дяди Гарри» (1945), а в 1949 году она сыграла в нуаре Артура Любина «Удар». Среди многих работ О’Брайена в жанре нуар наиболее заметными стали роли в фильмах «Убийцы» (1946), «Белое каление» (1949), «Мёртв по прибытии» (1950) и «Попутчик» (1953). Винсент Прайс сыграл в таких нуарах, как «Лора» (1944), «Длинная ночь» (1947) и «Пока город спит» (1956), но более всего прославился своими многочисленными ролями в фильмах ужасов 1950-60-х годов.

## Сюжет
На вокзале в Нью-Йорке Марта Кронер (Мария Палмер) встречает своего отца Леопольда (Фриц Лейбер), который вернулся из тюрьмы, отбыв пятилетний срок за мошенничество и подделку ценных бумаг. Кронер удивлён и разочарован тем, что его бывший деловой партнёр, богатый бизнесмен Эндрю Колби (Винсент Прайс), не приехал встретить его на вокзал, хотя ещё вчера они договаривались о встрече по телефону. Кронер и не подозревает, что на вокзале за ним пристально следит подручный Колби, Чарльз Мёрдок (Джон Эбботт)…
Молодой целеустремлённый адвокат Боб Риган (Эдмонд О’Брайен) влетает в офис компании «Колби ассошиейтс», проходит через два кордона референтов и секретарей, доходя до ослепительно красивой, остроумной и соблазнительной Ноэль Фарадэй (Элла Рейнс), которая является личным помощником и доверенным лицом Колби. Затем он врывается прямо на совещание в кабинет Колби, где требует от того немедленно покрыть ущерб в 68 долларов его клиенту, зеленщику Эмилио Канепе, за то, что на автомобиле сбил его тележку.
Впечатлённый напористостью Ригана, Колби тем же вечером приглашает его к себе домой. Дома у Колби Риган вновь видит Ноэль, которая проводит его к своему боссу. За партией в бильярд Колби рассказывает Ригану, что его бывший партнёр по бизнесу Кронер утверждает, что по вине Колби оказался в тюрьме, а теперь, выйдя на свободу, стал ему угрожать. Колби предлагает Ригану 5 тысяч долларов за то, чтобы тот в течение двух недель поработал его личным телохранителем, после чего Колби собирается уехать в Париж. Риган не хочет отказываться от адвокатской практики, но размер гонорара разрешает все его сомнения и он соглашается, после чего Колби выдаёт ему пистолет из своей личной коллекции оружия. Риган направляется в офис к лейтенанту нью-йоркской полиции Дамико (Уильям Бендикс), старому другу своего отца, чтобы получить у него разрешение на ношение оружия.
Вернувшись в дом Колби, Риган приступает к своим обязанностям. Тщательно осмотрев и заперев все двери и окна, Риган располагается на дежурство в гостиной на первом этаже. Ноэль, к которой Риган стал испытывать заметный интерес, также находится в гостиной. Риган вовлекает её в разговор, а затем включает радио и приглашает потанцевать. В этот момент из спальни Колби на втором этаже доносится звук выстрела. Риган бежит по лестнице в спальню Колби, где видит Кронера с пистолетом в трясущихся руках. Риган стреляет, убивая Кронера наповал.
В полиции Колби даёт показания, что Кронер был готов убить его, и что Риган спас его, застрелив Кронера. Исходя из показаний Колби, окружной прокурор отказывает в возбуждении дела. Однако у Дамико остаются сомнения в отношении этого дела. Он отзывает Ригана в сторону и сообщает, что Кронер в своё время похитил 1 миллион долларов в ценных бумагах, которые так и не найдены, намекая на то, что смерть Кронера может быть связана с нежеланием Колби заплатить Кронеру за соучастие в мошенничестве, а также хорошим способом окончательно скрыть следы пропавших ценных бумаг. Хотя Дамико прямо ни в чём не подозревает Ригана, но предостерегает его, чтобы тот не увяз в этой афере, где его легко могут подставить и вовлечь в преступление.
Риган возвращается в дом Колби. Тот утешает его по поводу убийства, и когда и предлагает продолжить служить у него телохранителем. Однако Риган отказывается от продолжения контракта, говоря, что хочет быть адвокатом, он возвращает Колби пистолет и получает обещанный гонорар. Риган приглашает Ноэль на ужин, и Колби рекомендует ей принять его приглашение. После его ухода Колби просит Ноэль во время ужина выведать у Ригана, о чём он говорил с Дамико. После её ухода Колби осторожно берёт пистолет карандашом, чтобы не оставить на нём отпечатков пальцев, и кладёт его в ящик своего стола.
Во время ужина, когда Ноэль спрашивает о разговоре с Дамико, Риган обвиняет её в том, что она действует по указанию Колби. Обидевшись, Ноэль быстро заканчивает ужин и просит проводить её домой. У дома Колби они мирятся и заходят вместе. Колби предлагает сыграть Ригану в покер. Во время игры Риган излагает Колби версию Дамико. Тот считает, что Колби нанял Ригана специально, чтобы убить Кронера, подстроив сцену убийства как акт защиты клиента. Колби намекает Ригану, что не стоит связываться с этим делом.
Вернувшись к себе домой, Риган обнаруживает, что в комнате его ожидает дочь Кронера с пистолетом в руке. Марта обвиняет его в том, что он умышленно убил её отца и готова убить его, но Ригану удаётся отобрать у неё пистолет. Она между тем утверждает, что её отец в принципе не способен на убийство, что он никогда не угрожал Колби, и что это не он пробирался в дом Колби, а Колби сам пригласил его к себе. Риган идёт к Дамико и заявляет, что, по его мнению, Колби специально подстроил дело так, чтобы он застрелил Кронера. Дамико отвечает, что это может подтвердить только сам Колби.
Риган начинает самостоятельное расследование. В газетном архиве он находит материалы по делу Кронера о подделке ценных бумаг, а затем допрашивает репортёра Джеймса Нолана, который освещал это дело в газете. Однако тот не может сообщить ничего нового, кроме того обстоятельства, что в деле фигурировал некий гравёр по имени Виктор Бруно, который изготовил матрицу и отпечатал фальшивые ценные бумаги, а затем бесследно исчез.
Во время прогулки в парке Ноэль рассказывает Ригану о Бруно, описывая его как меленького лысеющего человека в толстых очках. Между Риганом и Ноэль возникают романтические чувства, они целуются и в шутку говорят о браке и будущей жизни. При очередной встрече Риган говорит Колби, что якобы видел, как за его домом следит маленький лысый человек в очках, намекая на Бруно.
Вскоре после этого, Ноэль приходит к Ригану и обвиняет его в том, что он использовал её для получения информации о Бруно. Риган отвечает, что ему нужна эта информация для расследования убийства Кронера. Он полагает, что Колби сам спланировал подделку бумаг, и предложил Кронеру долю от доходов, полученных в результате этой аферы, если Кронер возьмёт вину Колби на себя. Выйдя из тюрьмы, Кронер потребовал свои деньги, и чтобы не платить, Колби организовал его убийство.
Мёрдок, следивший за Ноэль, доложил Колби, что она встречалась с Риганом, из чего Колби сделал вывод, что Ноэль его предала.
В расчёте найти Бруно и выяснить его связь с Колби, Риган просит своего клиента Канепу позвонить в офис Колби и, выдав себя за Бруно, потребовать от него немедленно 10 тысяч долларов и два билета в Мексику.
Однако в действительности Колби убил Бруно ещё пять лет назад, и понимает, что кто-то (скорее всего, Риган и Ноэль) пытается устроить для него ловушку. Он решает использовать ситуацию в своих целях. Колби вызывает Ноэль и поручает ей достать из сейфа конверт с 10 тысячами долларов, поехать на вокзал, купить два билета в Мексику и отвезти всё это Бруно. После её ухода Колби достаёт из своего стола пистолет с отпечатками пальцев Ригана, убивает из него Мёрдока, а затем заявляет в полицию, что Ноэль и Риган убили Мёрдока и взломали его сейф.
Полиция быстро задерживает Ноэль и Ригана и привозит в их дом Колби для проведения следственных мероприятий. Колби заявляет полиции, что Ноэль похитила деньги из сейфа, так как только она знала код, кроме того, на сейфе остались отпечатки её пальцев. Убийство же Мёрдока произведено из пистолета с отпечатками пальцев Ригана. Ноэль была задержана на вокзале, когда она приобретала два билета до Мексики. Таким образом, у полиции есть все основания подозревать Ноэль и Ригана в ограблении и убийстве.
Однако в этот момент ходит судмедэксперт и заявляет, что Мёрдок ещё жив, но находится без сознания. Так как транспортировать в таком состоянии его нельзя, он проведёт эту ночь в доме Колби. Понимая, что показания Мёрдока для него будут роковыми, Колби среди ночи пробирается в комнату, где лежит раненый Мёрдок, собираясь убить его. В этот момент его хватает Дамико, сообщая, что на самом деле Мёрдок давно мёртв, и что информация о том, что он выжил, была лишь уловкой, направленной на то, чтобы обмануть Колби и заставить его выдать себя как истинного убийцу.
Полностью реабилитированные, Ноэль и Риган обдумывают, не стоит ли им воспользоваться билетами и отправиться вдвоём в Мексику.

## В ролях
- Элла Рейнс — Ноэль Фарадэй
- Эдмонд О’Брайен — Боб Риган
- Уильям Бендикс — лейтенант Дамико
- Винсент Прайс — Эндрю Колби
- Мария Палмер — Марта Кронер
- Джон Эбботт — Чарльз Мёрдок
- Фриц Лейбер — Леопольд Кронер
- Тито Вуоло — Эмилио Канепа

## Оценка критики
Журнал «Вэрайети» после выхода фильма написал: «Мелодрама „Паутины“ не захламлена никакими фрейдовскими заворотами. Картина представляет преступника, который убивает, потому что хочет денег и власти, а не из-за какой-либо психической причуды, возникшей в результате инцидента в прошлом. Великолепная игра большой части актёров двигает сюжет строго вперёд».
Позднее кинокритик Деннис Шварц охарактеризовал фильм как «криминальную драму высшего уровня в категории В». Далее он написал: «Великолепный состав актёров набрасывается на этот фильм нуар со смаком и наслаждением. Режиссёр Майкл Гордон поддерживает этот живой настрой, покрывая его слоем пикантной горчицы. Авторы сценария Бертрам Миллхаузер и Уильям Бауэрс не допускают попадания в историю Гарри Кёрнитца ни малейшего скучного момента. В пользу картины говорит и следующее: Уильям Бендикс восхитителен в роли сообразительного копа вопреки сложившемуся стереотипу, бойкая Элла Рейнс плавно покачивая бедрами, доставляет наслаждение и глазам, и ушам, от Винсента Прайса в роли захватывающего гнусного злодея закипает кровь, и редко предстающий столь стройным Эдмонд О’Брайен, неуклюже, но важно выступает в роли хорошего парня и народного адвоката, создавая образ симпатичного героя».
Кинокритик Брюс Эдер на сайте Allmovie.сom назвал фильм «одним из самых несправедливо недооценённых произведений жанра (фильм нуар)» и «великолепным жонглёрским номером писателей Гарри Кёрнитца и Бертрама Миллхаузера (известных по работе над несколькими фильмами про Шерлока Холмса на студии Universal) и режиссёра Майкла Гордона, которому удаётся управлять сразу несколькими взаимосвязанными и запутанными сюжетными линиями одновременно, ловко сводя их воедино в финале… В этом фильме очень многое правильно, начиная от лёгкого налёта декаданса, окружающего Эндрю Колби (Винсент Прайс) и мир вокруг него, до вполне земных, здоровых отношений, которые развиваются между Бобом Риганом (Эдмонд О’Брайен) и Ноэль Фарадэй (Элла Рейнс). Основополагающая актёрская честность О’Брайена сцепляется с исключительной красотой и холодным, невозмутимым актёрским стилем Рейнс, высекая искры во время их разговора, там также присутствует сцена обольщения (к сожалению, прерываемая выстрелом), сыгранная под последнюю часть первой симфонии Брамса, которая очень точно передаёт не слишком скрываемое чувственное влечение (героев)… Затем, там есть ещё отношения между Риганом и лейтенантом Дамико (Уильям Бендикс), которые представляют собой странную смесь дружбы и подозрительности, а также очень тонкое изображение Бендиксом закалённого нью-йоркского полицейского детектива. Гордон сводит всё это воедино вокруг довольно хорошего детективного сюжета, получается тихий, остроумный и занимательный пример жанра фильм нуар с некоторыми освежающими моментами. В частности, главный герой здесь далеко не самый умный персонаж…, в данном случае, как раз полиция знает, что она делает, и с кем имеет дело… Финал может показаться предсказуемым, когда смотришь фильм через 50 лет после его первого выхода на экраны, поскольку за эти годы тот же сюжетный ход использовался очень часто в кино и на телевидении, достаточно вспомнить лейтенанта Коломбо в исполнении Питера Фалька, но здесь он работает и демонстрирует поразительную изощрённость для своего времени».